# Ruth Engelhard
Ruth Engelhard (dekliški priimek Becker), nemška atletinja, * 3. januar 1909, Lichterfelde, Nemško cesarstvo, † 2. oktober 1975, Darmstadt, Zahodna Nemčija.
Ni nastopila na poletnih olimpijskih igrah. Leta 1934 je zmagala na svetovnih ženskih igrah v teku na 80 m z ovirami. 11. avgusta 1934 je postavila prvi uradno priznani svetovni rekord v teku na 80 m z ovirami s časom 11,6 s, ki je veljal do leta 1939.